# Fetegar
Fetegar (amhàric: ፈጠጋር) fou un regne africà esmentat a l'època medieval, situat al nord-oest de Dawaro a la moderna Etiòpia. En aquest territori es trobava la ciutat d'Addis Abeba. És esmentat per primer cop sota el rei Amda Seyon (segle XIV), durant la rebel·lió de Sabr ad-Din; el cap rebel va designar governadors a les províncies de Fetegar i Alamalé (o Aymellel, part del país Gurage), i altres províncies més al nord com Damot, Amhara, Angot, Inderta (o Interta), Begemder i Gojjam. Fetergar se suposa que era un dels sultanats que s'havien fundat entre el segle xi i el XIII. Al segle xv era una de les províncies frontereres d'Etiòpia i al primer quart del segle xvi fou atacada repetidament per Ahmad Grañ. A la meitat del segle xvi fou atacat pels guerrers oromos per primera vegada; els habitants de la regió foren en part esclavitzats i van esdevenir gebrs (en gueez ገብር gabr; en amhàric gebr, en tigrinyà gebri), equivalent a serfs que pagaven taxes (com els serfs etíops en l'època feudal). Vers 1570 un important exèrcit oromo procedent de Fetegar va atacar l'exèrcit de Sersa Dengel d'Etiòpia però fou derrotat i els oromos es van haver de retirar cap a Fetegar perdent molts ramats de bestiar.